# 3 giugno
Il 3 giugno è il 154º giorno del calendario gregoriano (il 155º negli anni bisestili). Mancano 211 giorni alla fine dell'anno.

## Eventi
- 42 - Secondo un'antica tradizione, Maria di Nazareth riceve un'ambasceria da Messina che le comunica che la città si è appena convertita, e in risposta Maria benedice in perpetuo i messinesi e si eleva a loro protettrice
- 350 – Nepoziano della dinastia costantiniana si proclama imperatore, entrando a Roma al comando di gladiatori
- 1098 – I Crociati prendono Antiochia, in Turchia
- 1140 – Bernardo di Chiaravalle attacca le dottrine di Pietro Abelardo nella Cattedrale di Sens
- 1257 – A Bologna viene abolita la servitù della gleba con il Liber Paradisus
- 1326 – Firma del Trattato di Novgorod, con cui vengono stabiliti i confini fra la Norvegia e la Russia
- 1539 – Hernando de Soto cede la Florida alla Spagna
- 1608 – Samuel de Champlain completa il suo terzo viaggio in Nuova Francia a Tadoussac (Québec)
- 1620
  - A Québec, in Canada, inizia la costruzione della più antica chiesa in pietra del Nord America, Notre-Dame-des-Anges
  - Pedro Téllez-Giròn, duca di Osuna termina la sua carica in qualità di viceré di Napoli di Filippo III di Spagna
- 1621 – La Compagnia olandese delle Indie Occidentali riceve dalla Repubblica delle Sette Province Unite il monopolio sui traffici con le Indie occidentali e il territorio dei Nuovi Paesi Bassi
- 1658 – Papa Alessandro VII nomina François de Montmorency-Laval vicario apostolico nella Nuova Francia
- 1665 – James Stuart, duca di York e futuro re Giacomo II d'Inghilterra, sconfigge la flotta olandese preso Lowestoft
- 1769 – Il navigatore britannico James Cook si ritira a Tahiti
- 1770
  - La Missione San Carlos Borromeo del Carmelo viene fondata a Carmel-by-the-Sea (California)
  - Viene fondata la città di Monterey (California)
- 1784 – Per rimpiazzare l'esercito continentale, che era stato sciolto dopo la guerra d'indipendenza, il Congresso crea lo United States Army, l'esercito degli Stati Uniti d'America
- 1800 – Il presidente statunitense John Adams prende residenza a Washington in una taverna poiché i lavori di costruzione della Casa Bianca non erano finiti; Adams vi si trasferirà dal successivo 1º novembre
- 1805 – Si conclude la guerra di Tripolitania tra la reggenza di Tripoli e gli USA
- 1844 – Vengono uccisi gli ultimi due esemplari di alca impenne
- 1849 – Il generale francese Nicolas Oudinot comincia l'Assedio di Roma
- 1850 – Fondazione di Kansas City (Missouri) con la fusione fra il centro abitato preesiste e la Contea di Jackson, formando la "Città del Kansas"
- 1855 – A Vienna viene rappresentata per la prima volta l'opera Cristina di Svezia su libretto di Felice Romani e musiche di Sigismund Thalberg
- 1861 – Guerra di secessione americana: si svolge la battaglia di Philippi (Virginia Occidentale)
- 1862 – Gli Stati Uniti d'America riconoscono la Liberia
- 1863 – Le truppe del generale Robert E. Lee cominciano ad avanzare verso nord in quella che sarà la battaglia di Gettysburg
- 1864 – Durante la campagna terrestre per la guerra di secessione americana, nella battaglia di Cold Harbor, il II e il XVIII Corpo, seguiti più tardi dal IX Corpo, vanno all'assalto lungo la Linea Bethesda Church-Cold Harbor e vengono decimati in ogni punto
- 1865 – Nasce a Londra Giorgio V del Regno Unito, figlio del principe di Galles divenuto poi re col nome di Edoardo VII del Regno Unito; Giorgio V sarà il primo monarca britannico della casa dei Windsor
- 1866 – I Fenians vengono scacciati da Fort Erie (Ontario) e respinti negli USA dove vengono accolti come eroi
- 1871 – Giovanni Maria Boccardo viene ordinato sacerdote a Torino; sarà proclamato beato nel 1998
- 1875 – Christian Heinrich Friedrich Peters scopre gli asteroidi 144 Vibilia e 145 Adeona
- 1885 – Ultimo scontro militare su suolo canadese: il capo Cree Grande Orso sfugge alle Giubbe Rosse
- 1889
  - Viene completata la Canadian Pacific Railway
  - La prima linea ad alta tensione a lunga distanza degli USA viene completata, connettendo lungo 20 km il generatore sulle Willamette Falls e il centro di Portland (Oregon)
- 1900 – Si svolgono le elezioni politiche italiane generali per la XXI legislatura
- 1907 – A Richmond (Virginia), sulla Monument Avenue, viene inaugurato un monumento intitolato a Jefferson Davis, primo e unico presidente degli Stati Confederati d'America
- 1911 – Rodolfo Lanciani viene nominato senatore del Regno d'Italia per i suoi meriti nel campo dell'archeologia
- 1916 – Il Congresso degli Stati Uniti costituisce il ROTC
- 1920 – Italia, il secondo governo Nitti si insedia istituendo per la prima volta il Ministero del lavoro e previdenza sociale
- 1924 – Wilhelm Marx viene nominato cancelliere del Reich per la seconda volta consecutiva
- 1927 – Il ciclista Ottavio Bottecchia viene ritrovato agonizzante da un contadino lungo una strada di Peonis: morirà dopo 12 giorni
- 1928 – Un radioamatore russo sente l'SOS lanciato dai superstiti del dirigibile Italia in seguito all'incidente occorso durante la missione presso il Polo nord
- 1929 – Con il Trattato di Lima, Cile e Perù risolvono l'annosa disputa sui territori contesi di Tacna ed Arica
- 1931 – Paul Doumer diventa presidente della Repubblica francese
- 1932 – André Tardieu termina il suo mandato in qualità di primo ministro di Francia; prenderà il suo posto Édouard Herriot
- 1933 – Papa Pio XI completa l'enciclica Dilectissima Nobis sull'oppressione della Chiesa in Spagna
- 1935 – Il Nastro Azzurro viene assegnato alla nave Normandie, per la più veloce traversata dell'Oceano Atlantico verso ovest, superando il precedente record del Rex
- 1936 – Walther Wever termina il suo mandato a capo del Oberkommando der Luftwaffe
- 1937
  - L'ex sovrano Edoardo VIII sposa Wallis Simpson
  - Viene inaugurata a Buenos Aires la Linea D della metropolitana, lunga 10,41 km
- 1940
  - La Luftwaffe bombarda Parigi
  - La battaglia di Dunkerque termina con una vittoria tattica dei tedeschi, obbligando gli Alleati a ritirarsi nell'operazione chiamata Operazione Dynamo
- 1942
  - Raid aereo giapponese sull'Isola di Unalaska, Alaska
  - Viene inaugurato un ponte mobile stradale e ferroviario alle Chiuse di Miraflores, primo antenato del più recente Ponte delle Americhe
  - Seconda guerra mondiale, battaglia di Ain el-Gazala: inizia l'attacco contro la 1ª Brigata Francia Libera
- 1944
  - Charles de Gaulle diventa primo ministro di Francia
  - Scontro fra partigiani e tedeschi nella piazza di Monticiano
  - Giovanni Orgera termina il suo mandato da sindaco di Roma
  - Viene ricostituito il sindacalismo con il Patto di Roma a opera di Bruno Buozzi, Giuseppe Di Vittorio e Achille Grandi che porterà alla nascita della CGIL; Buozzi non sarà fra i firmatari materiali del Patto poiché incarcerato dai soldati nazisti e ucciso la notte successiva (vedi sotto)
  - Alle ore 23:15 Radio Londra trasmette la parola in codice "elefante" che avvisa dell'arrivo delle Truppe alleate a Roma: i soldati tedeschi bruciano documenti e scappano nottetempo portando con sé degli ostaggi che uccideranno lungo la strada poche ore dopo, fra cui il sindacalista Bruno Buozzi; il giorno dopo arriveranno effettivamente delle truppe statunitensi che inizieranno la liberazione di Roma[1]
- 1948 – Inaugurazione del Telescopio Hale nell'Osservatorio di Monte Palomar a San Diego (California)
- 1950 – Una spedizione francese guidata da Maurice Herzog compie la prima ascensione all'Annapurna I, decima vetta più alta del mondo
- 1951
  - A Roma viene beatificato papa Pio X
  - Si tengono le elezioni per l'Assemblea regionale siciliana
- 1954 – Antonio Carrelli viene eletto presidente della Rai; resterà in carica fino al 4 gennaio 1961
- 1955 – Viene firmato il trattato con la Francia per il riconoscimento della Tunisia, sostenuto da Habib Bourguiba
- 1956 – Abolizione della terza classe dalle ferrovie europee
- 1957 – Il Senato dà la fiducia al nuovo governo di Adone Zoli (II Legislatura)
- 1959 – Singapore ottiene la sua carta costituzionale dai britannici
- 1962 – Un Boeing 707-328 diretto ad Atlanta (Georgia) si schianta durante il decollo dall'Aeroporto di Parigi Orly causando la morte di 130 delle 132 persone a bordo: i due sopravvissuti sono membri dell'equipaggio seduti a poppa, mentre 121 delle vittime sono membri dell'Atlanta Art Association
- 1963 – Muore dopo cinque anni di pontificato papa Giovanni XXIII
- 1965 – Lancio della Gemini 4, la prima missione di diversi giorni da parte di un equipaggio statunitense, durante la quale Edward White svolge la prima EVA da parte di un astronauta statunitense
- 1966
  - L'astronauta statunitense Eugene Cernan effettua il suo primo lancio nell'ambito della missione Gemini 9, cui partecipa anche Thomas Stafford
  - Rivoluzione culturale in Cina
- 1968
  - Valerie Solanas attenta alla vita dell'artista Andy Warhol e del suo compagno di allora Mario Amaya; entrambi sopravvivranno e Warhol non sporgerà nemmeno denuncia contro Solanas
  - Martin Luther King Jr. e la Southern Christian Leadership Conference organizzano la Poor People's March verso Washington per reclamare l'aumento del salario minimo a favore delle classi meno abbienti
- 1969
  - La serie televisiva di fantascienza Star Trek trasmette il suo ultimo episodio della serie originale, dopo essere stata cancellata dalla NBC; il telefilm aveva debuttato l'8 settembre 1966
  - Il cantautore Elton John pubblica nel Regno Unito il suo primo album Empty Sky, accolto da un modestissimo successo commerciale iniziale
- 1971 – Lo scrittore francese Julien Green viene eletto Accademico di Francia
- 1972 – I Pink Floyd pubblicano l'album Obscured by Clouds, colonna sonora del film francese La Vallée
- 1973 – Un aereo supersonico sovietico Tupolev Tu-144 precipita vicino a Goussainville, in Francia, uccidendo 14 persone
- 1977 – Emilio Rossi, vicedirettore de Il Secolo XIX viene ferito a Roma in un attentato ad opera delle Brigate Rosse
- 1979
  - Si svolgono Italia le elezioni politiche
  - Uno scoppio nel pozzo petrolifero Ixtoc 1 nel golfo del Messico meridionale, causa il più grande sversamento in mare di petrolio della storia, con la fuoriuscita  di almeno 600000 tonnellate di petrolio (pari a 176400000 galloni, o forse 428000000 secondo altre stime)
- 1980
  - Termina la missione della Soyuz che riporta sulla Terra l'equipaggio della Stazione spaziale Salyut 36
  - Antonio Chionna, appuntato Carabiniere, viene ucciso durante un attentato terroristico a Martina Franca (TA)
- 1982 – Il diplomatico israeliano Shlomo Argov viene ferito gravemente in un attentato terroristico a Londra
- 1989
  - Il governo della Cina invia le truppe per cacciare i dimostranti fuori da Piazza Tiananmen, dopo sette settimane di occupazione
  - Giappone: Sōsuke Uno diventa primo ministro del Giappone, sostituendo Noboru Takeshita
  - Eruzione del vulcano Unzen, la più grande eruzione vulcanica nella storia del Giappone
- 1990
  - Si svolgono in Italia i referendum abrogativi in merito a disciplina della caccia, accesso dei cacciatori a fondi privati e abrogazione dell'uso dei pesticidi nell'agricoltura; il quorum non viene raggiunto in nessuno dei tre quesiti
- 1992
  - In Italia scoppia il caso Sanitopoli: indagati oltre 300 medici, coinvolto Bettino Craxi
  - Giorgio Napolitano viene eletto presidente della Camera dei deputati al 5º scrutinio con 360 voti durante l'XI legislatura; rimarrà in carica fino alla fine anticipata della legislatura, nel 1994
  - A Rio de Janeiro si tiene fino al 14 giugno il Summit della Terra o Conferenza sull'Ambiente e lo Sviluppo delle Nazioni Unite
  - Bill Clinton, governatore dell'Arkansas in corsa per le elezioni presidenziali, fa un'ospitata in TV al The Arsenio Hall Show esibendosi al sassofono in Heartbreak Hotel di Elvis Presley[2]
- 1995 – Inizia il viaggio pastorale di papa Giovanni Paolo II in Belgio
- 1997 – Lionel Jospin diventa primo ministro di Francia, sostituendo Alain Juppé
- 1998
  - A Eschede, tra Monaco e Amburgo, il treno ad alta velocità ICE 884 Wilhelm Conrad Röntgen deraglia e colpisce un pilone a 200 km/h: l'impatto fa schizzare le carrozze fino a due chilometri di distanza e causa 101 morti e 88 feriti in quello che è considerato il più grave incidente ferroviario della storia tedesca
  - Si tiene l'assemblea costitutiva dell'ATTAC (Associazione per la tassazione delle transazioni finanziarie e per l'aiuto ai cittadini)
  - Il sito italiano IBS.it registra la prima transazione e-commerce in Italia, con la vendita di un libro di Andrea Camilleri
- 2000 – Nasce il movimento politico Lista Di Pietro-Italia dei Valori fondato dall'ex magistrato Antonio Di Pietro
- 2001 – Perù: Alejandro Toledo, del partito Perù Possibile, è eletto presidente
- 2002 – Napster chiede l'applicazione del Capitolo 11, mettendosi sotto protezione delle leggi degli USA, in merito al processo relativo allo scambio illegale di file su Internet
- 2003
  - Unione europea: Ecofin raggiunge un accordo sulle quote latte concordando una rateizzazione di 14 anni, senza interessi, per le multe
  - Si conclude il summit francese del G8
- 2004
  - A Cambridge, Chip Elliot inaugura il DARPA Quantum Network, la prima rete a crittografia quantistica
  - Michel Balazard della University Bordeaux scopre che il Lemma 8 a pagina 35 della congettura dei numeri primi gemelli è falso
  - George Tenet si dimette da direttore della CIA
- 2005 – Iniziano le trattative per l'adesione dell'Ucraina al progetto Galileo
- 2006
  - Il Montenegro ottiene l'indipendenza dalla Serbia e Montenegro
  - Papa Benedetto XVI riceve in Vaticano il primo ministro del Regno Unito Tony Blair
- 2017 - Tragedia di piazza San Carlo a Torino: un falso allarme lanciato durante la proiezione su un maxi schermo della partita finale di Champions League tra Juventus e Real Madrid in Piazza San Carlo genera una calca che causa un morto e circa 1500 feriti
- 2018 – In Guatemala erutta il Volcán de Fuego causando la morte di 75 persone

## Nati
Ci sono circa 1 150 voci su persone nate il 3 giugno; vedi la pagina Nati il 3 giugno per un elenco descrittivo o la categoria Nati il 3 giugno per un indice alfabetico.

## Morti
Ci sono circa 470 voci su persone morte il 3 giugno; vedi la pagina Morti il 3 giugno per un elenco descrittivo o la categoria Morti il 3 giugno per un indice alfabetico.

## Feste e ricorrenze

### Civili
Nazionali:
- Argentina – Giornata nazionale dell'emigrante italiano in Argentina

Nazioni Unite
- Giornata mondiale della bicicletta

### Religiose
Cristianesimo:
- Madonna della Lettera
- Sant'Adalberto di Como, vescovo
- Sant'Adamo abate
- Sant'Audito di Braga, vescovo e martire
- Santi Carlo Lwanga e compagni, martiri
- San Cecilio di Cartagine
- Santa Clotilde, regina dei Franchi
- San Cono da Teggiano, monaco
- San Davino armeno, pellegrino
- San Genesio di Clermont, vescovo
- San Giovanni Grande, religioso
- San Glunsalach, monaco
- Sant'Ilario di Carcassonne, vescovo
- Sant'Isacco di Cordova, monaco e martire
- San Kevin di Glendalough, abate
- San Lifardo, vescovo
- San Morando di Alsazia, monaco
- Santa Oliva di Anagni, eremita
- San Pietro Dong, martire
- Beato Andrea Caccioli, sacerdote
- Beata Beatrice Bicchieri, domenicana
- Beato Carlo Renato Collas du Bignon, martire
- Beato Diego da Vallinfreda, religioso
- Beato Francesco Ingleby, martire
- Beato Giovanni da Salazar, martire mercedario

Religione romana antica e moderna:
- Bellona